# Universitat Noruega de Ciència i Tecnologia
La Universitat Noruega de Ciència i Tecnologia, coneguda pel seu acrònim noruec NTNU (Norges teknisk-naturvitenskapelige universitet) està situada a Trondheim. És la segona universitat més gran del país, i té la principal responsabilitat nacional en l'educació tècnica. La universitat busca l'eminència acadèmica en enginyeria i ciències naturals, així com en altres disciplines com les ciències socials, l'art, la medicina i l'arquitectura.
NTNU està situada en diversos campus a la ciutat de Trondheim. Els dos principals són Gløshaugen, que conté els edificis d'enginyeria i ciències naturals, i Dragvoll, per les humanitats i les ciències socials.
La universitat consta de set facultats i 53 departaments. Té aproximadament 20000 estudiants i uns 4300 treballadors, dels quals uns 2500 es dediquen a l'educació i la recerca.
NTNU rep estudiants de tot el món i coopera amb moltes universitats estrangeres i projectes internacionals. També treballa estretament amb el SINTEF, una de les institucions independents de recerca més grans d'Europa.